# L'ultima nemica
L'ultima nemica è un film del 1938 diretto da Umberto Barbaro

## Trama
Franco Rossi, medico giovane, preferisce la ricerca scientifica, piuttosto che praticare la libera professione, che sarebbe più vantaggiosa dal punto di vista economico. Si occupa della non facile scienza delle malattie tropicali; la fidanzata, Anna, è figlia di un facoltoso industriale, che sull'orlo del fallimento, chiede alla figlia di sposare il figlio di un ricco uomo di affari.
Franco, intanto, pensa di aver scoperto il vaccino, per la "febbre della Tasmania, per provarlo, trova una volontaria, Ida, una prostituta, che però muore dopo la somministrazione del vaccino. Dopo questo fallimento e quello dell'abbandono della fidanzata, decide di lasciare il suo lavoro, per trasferirsi in campagna, come semplice medico condotto.
Molti anni dopo, torna a Roma e apprende che la sua ex fidanzata, Anna, trasferitasi in Oriente, è affetta dal morbo della "Febbre della Tasmania". Decide allora di riprendere le ricerche sul vaccino e dopo averlo modificato e provato su se stesso, lo spedisce per aereo ad Anna che si salverà, lasciandolo comunque nella sua solitudine.

## La critica
Mino Doletti su Film del 7 maggio 1938: "Questo non è solo un film sbagliato, è qualcosa di più grave, non è un film. Nutrendo stima per Umberto Barbaro, uomo colto e probo, abbiamo fatto sforzi eroici per trovare qualche cosa che si salvasse...".